# Крістоф Німан
Крістоф Німан (нар. 1970) - графічний дизайнер, ілюстратор, автор дитячих книг.
З липня 2008 року, Німан почав працювати в "Нью-Йорк Таймс", де створював ілюстрації та писав для блогу        "Абстрактне місто", який згодом був перейменований на  блог з назвою "Абстрактна неділя" в 2011 році, коли блог перейшов до журналу "Нью-Йорк Таймз" .

## Особисте життя
Крістов Німан навчався у місті Штутгард в Державній академії образотворчих мистецтв імені Гайнца Едельмана .
У1997 році, закінчивши навчання, Німан переїхав до Нью-Йорка . Після 11 років перебування там він переїхав  в Берлін разом зі своєю дружиною Лізою та їхніми трьома синами.

## Кар'єра
Творчість Крістофа набула більшого розголосу, коли на обкладинках The New Yorker, Atlantic Monthly з’явилися його ілюстрації. Він здобув нагороди від AIGA, Клубу артдиректорів..
Німанн є членом Альянсу Graphique Internationale . Також він був спікером на конференції Design Indaba у 2006 та 2013 роках.
У 2010 році його запросили в Зал слави Клубу мистецьких директорів.
У 2013 році Крістоф випустив свою першу інтерактивну ілюстрацію на конференції Design Indaba у Кейптауні у формі програми для iOS під назвою Petting Zoo від Крістофа Німана. 21 червня 2013 року Google використав два його зображення, щоб відсвяткувати літнє та зимове сонцестояння 2013 року як Google Doodle дня. Німан був головним героєм першої серії першого сезону документального серіалу Netflix, Анотація: Мистецтво дизайну.
Німан створив відео, для Traffic Pong у 2019 році, яке зображує гру Понга, накладену на повітряні кадри трафіка через проспект Пауліста в Сан-Паулу . Гра полягає у взаємодії м'яча та машин .

## Книги
- (2000) Свіжий діалог 1, Нові голоси в графічному дизайні (з Ніколасом Блехманом, Полом Саре та Паулою Шер ). ISBN 978-1-56898-223-6    .
- (2005) 100% зла (з Ніколасом Блехманом та Чіп Кіддом ). ISBN 978-1-56898-526-8
- (2007) Поліцейська хмара . ISBN 978-0-375-83963-4
- (2007) Хлопчик з двома кнопками живота (зі Стівеном Дж. Дубнером ). ISBN 978-0-06-113402-9
- (2008) Pet Dragon: історія про пригоди, дружбу та китайські персонажі . ISBN 978-0-06-157776-5
  - (2008) німецькою мовою: Der kleine Drache . ISBN 978-3-941087-00-2
- (2009) Windsbraut, написаний TCBoyle, ілюстрований Крістофом Німаном. ISBN 978-3-940111-51-7
- (2010) SUBWAY . ISBN 978-0-06-157779-6
- (2010) I LEGO NY . ISBN 978-0-8109-8490-5
  - (2010) I LEGO NY (німецьке видання) ISBN 978-3-86873-279-5    .
- (2011) Ось як . ISBN 978-0-06-201963-9
- (2012) Абстрактне місто . (Англійське видання) ISBN 978-1-4197-0207-5    . 
  - (2012) Абстрактне місто - Mein Leben unterm Strich . (Німецьке видання) ISBN 978-3-86873-456-0    .
- (2012) Der Kartoffelkönig . ISBN 978-3-941087-49-1
- Niemann, Christoph; Nicholas Blechman. Conversations.
- Niemann, Christoph. Souvenir.

## Додаткові посилання
- Офіційний сайт
- Ахора : Інтерв'ю з Крістофом Німаном [Архівовано 25 грудня 2012 у Archive.is]
- Абстрактне місто [Архівовано 26 серпня 2017 у Wayback Machine.] - блог The New York Times Крістофа Німана
- Відеоінтерв'ю з gestalten.tv [Архівовано 9 серпня 2012 у Wayback Machine.]
- Інтерв'ю з 99 відсотками [Архівовано 19 липня 2012 у Wayback Machine.]
- Інтерв'ю Fresh Air на NPR [Архівовано 7 травня 2020 у Wayback Machine.]